# PFK Slavia Sofia
El PFK Slavia Sofia (en búlgar: ПФК Славия София) és un club de futbol búlgar de la ciutat de Sofia.

## Història
El club fou fundat el 10 d'abril de 1913 per un grup de joves de les entitats Botev i Razvitie de la capital de Bulgària. Fou el primer club esportiu organitzat del país. El seu primer president fou Dimítar Blagòev – Palio, un estudiant de 21 anys. Els primers uniformes foren samarreta blanca i pantaló negre. Des de 1924 juga completament blanc.
El seu primer títol de lliga arribà el 1928. Altres èxits del club són una semifinal de la Recopa d'Europa el 1967 i dues Copes dels Balcans els anys 1986 i 1988.

### Evolució del nom
- 1913: Slavia Sofia
- 1945: Slavia-45 Sofia
- 1949: Stroitel Sofia
- 1951: Udarnik Sofia
- 1957: Slavia Sofia

## Palmarès
- Lliga búlgara de futbol (7): 1928,1930,1936,1939,1941,1943,1996
- Copa búlgara de futbol (12): 1926, 1928, 1930, 1936, 1943, 1952, 1963, 1964, 1966, 1975, 1980, 1996
- Copa Balcànica de clubs (2): 1986, 1988

## Jugadors destacats
| - Atanas Aleksandrov - Aleksandar Shalamanov - Dobromir Tashkov - Simeon Simeonov - Andrey Zhelyazkov - Chavdar Cvetkov - Bozhidar Grigorov - Georgi Haralampiev - Aleksandar Vasilev - Georgi Pachedzhiev - Dimítar Largov - Krum Milev - Dimítar Blagòev - Mladen Vasilev | - Dimítar Baykushev - Yordan Yosifov - Vanio Kostov - Ivan Davidov - Georgi Cvetkov - Ivan Iliev - Stefan Kolev - Nasko Sirakov - Blagoy Georgiev - Chavdar Yankov - Todor Kolev - Dimítar Rangelov - Asen Karaslavov |

## Entrenadors
- Oleg Bazilevich
- Nasko Sirakov
- Zharko Olarevic
- Ratko Dostanić
- Petar Hubchev
- Atanas Djambazki
- Miodrag Ješić
- Miroslav Mironov
- Stoyan Kotzev
- Alyosha Andonov